# 乌尔塔泡
乌尔塔泡是一个位于中国黑龙江省大庆市的咸水湖，面积约为25.03平方千米，属于东北平原。它的一级流域为黑龙江流域，二级流域为松花江水系。